# Väinö Voipio
Väinö Taneli Voipio (till 1901 Åkerman), född 11 december 1884 i Viborg, död 9 april 1976 i Helsingfors, var en finländsk jurist och författare. Han var bror till Aarni Voipio och far till Paavo Voipio. 
Voipio blev vicehäradshövding 1912, var advokat i Viborg 1913–1932, assessor vid Viborgs hovrätt 1937–1942 och häradshövding vid några domsagor i östra Finland 1942–1954. Han blev känd främst som romanförfattare och dramatiker; han debuterade 1919 med romanen Eri leiristä, en berättelse om ofärdsåren kring 1900. Han skrev under mellankrigstiden starkt finsknationalistiska inlägg i språkfrågan under den länge gåtfulla pseudonymen Björn Sund. Av hans pjäser kan nämnas Ritarijuhla (1945) och Kolmas Virtanen (1952).